# Stand By

Symbol der Betriebsart Stand By im Driver Machine Interface

Stand By ist eine der ETCS-Betriebsarten von ETCS-Fahrzeuggeräten in einem Zug während eines Fahrtrichtungswechsels.

Als Stand By (Abkürzung SB, auch Standby mode, Stand By mode, Stand-By mode) wird im europäischen Zugbeeinflussungssystem ETCS die Betriebsart bezeichnet, in der sich das Fahrzeuggerät beim Hochfahren befindet.
Laut ETCS-Spezifikation ist Stand By die Betriebsart, in der die ETCS-Fahrzeugausrüstung beim Hochfahren ist („It is in the Stand-By mode that the ERTMS/ETCS on-board equipment awakes.“). In dieser Betriebsart werden die Daten für die Fahrt (data for mission) gesammelt. SB kann als Ausgangspunkt für das Aufstarten (start of mission) dienen (siehe Step 1 in der Abbildung). Von SB kann ein Fahrzeug auch nach Sleeping (SL) wechseln, um ferngesteuert zu werden.
SB ist einer von 17 Modes der aktuellen ETCS-Spezifikation. Er steht in den Leveln 0, NTC, 1, 2 und 3 zur Verfügung.
In der Betriebsart SB überwacht die Fahrzeugausrüstung den Stillstand des Zuges (standstill supervision). Sie kann nicht durch den Triebfahrzeugführer ausgewählt werden.
Bei einem Fahrtrichtungswechsel ist der Ausgangszustand (Step 1 im Bild), dass alle Führerpulte in einer Dreifachtraktion deaktiviert und in der ETCS-Betriebsart SB sind. Da nur mit einem aktiven Führerstand aufgerüstet werden kann, wurde der ursprünglich führende Führerstand (Cab B der Section 3) deaktiviert, um im zweiten Schritt des Fahrtrichtungswechsels den Führerstand Cab A in Section 1 zu aktivieren. Aufgrund dieser Führerstandsaktivierung wechseln die anderen Führerstände der Mehrfachtraktion in die ETCS-Betriebsart SL. Der Führerstand Cab A in Section 1 wird nach Verbindungsaufbau mit dem entsprechenden RBC im Beispiel in die ETCS-Betriebsart FS wechseln und damit die ETCS-Betriebsart SB verlassen.